# John Vaughan (3e comte de Lisburne)
John Vaughan, 3e comte de Lisburne (3 mai 1769 - 18 mai 1831), est un militaire britannique et député de Cardigan Boroughs. 

## Biographie
Il est le fils cadet de Wilmot Vaughan (1er comte de Lisburne). Il sert dans l'armée, passant du 87e régiment d'infanterie au 58e régiment d'infanterie en tant que capitaine en 1795, et est promu major le mois suivant et lieutenant-colonel plus tard la même année. Il atteint finalement le grade de colonel. 

## Carrière politique
En 1795, il se présente pour Berwick, mais se retire quand il fait face à un scrutin que la famille ne pouvait pas se permettre. L'année suivante, le père de Vaughan cède le siège du comté de Cardiganshire à Thomas Johnes (en), qui est son allié politique depuis 1774. Dans le cadre de cet arrangement, Vaughan est élu sans opposition pour la circonscription de Cardigan Boroughs. 
En 1812, il se retrouve face à Herbert Evans de Higmead, qui est soutenu par plusieurs familles terriennes. Vaughan gagne par quatre-vingts voix mais immédiatement après l'annonce du résultat, Evans allègue que la réélection est irrégulière et illégale. 
À la fin de sa carrière parlementaire, Vaughan est lourdement endetté. En 1816, Pryse Pryse (en) de Gogerddan se retire d'un scrutin pour la circonscription du comté de Cardiganshire, étant entendu qu'il recevra un soutien en tant que candidat au siège de l'arrondissement aux prochaines élections. Lorsqu'une élection est déclenchée deux ans plus tard, Vaughan se retire plutôt que de faire face à un scrutin. Pour aggraver les choses, il n'a pas non plus obtenu le poste de Lord Lieutenant du Cardiganshire. 

## Vie privée
Le 6 mai 1820, Vaughan succède à son demi-frère comme comte. Mais comme il s'agit d'une pairie irlandaise, cela ne lui donne pas droit à un siège à la Chambre des lords. 
Lord Lisburne épouse Lucy, fille de William Courtenay (2e vicomte Courtenay), en 1798. Il meurt en mai 1831, à l'âge de 62 ans, et son fils Ernest Vaughan (4e comte de Lisburne) lui succède. 